# メビビット
メビビット（mega binary digit）は情報の大きさや記憶装置の容量を表す単位である。Mibit、Mibと略記される。
- 1 mebibit = 220 bits = 1,024 kibibits = 1,048,576 bits

RAMやROMチップのキャパシティーを計測するのに使いよい。
メビビットはメガビットと近く、俗に時々 106 ビット = 1,000,000 ビット として使われる。
1980年代から1990年代、テレビゲーム製造において、内蔵されているカートリッジロムの容量をメガビットで競った時代があった。
“メガビット”は128キビバイトと同値であり、8“メガビット”はメビバイトと同値である。